# Elymus brachyphyllus
Elymus brachyphyllus är en gräsart som först beskrevs av Pierre Edmond Boissier och Heinrich Carl Haussknecht, och fick sitt nu gällande namn av Áskell Löve. Elymus brachyphyllus ingår i släktet elmar, och familjen gräs.
Artens utbredningsområde är Iran. Inga underarter finns listade i Catalogue of Life.